# Huyện chúa
Huyện chúa (chữ Hán: 縣主) là một tước hiệu bắt nguồn từ nhà Đông Hán, dành cho các nữ quyến họ hàng trong hoàng thất, xuất hiện trong vương tộc nhà Triều Tiên và hoàng gia Trung Quốc lẫn Việt Nam.

## Trung Quốc
- Thời Đông Hán, danh hiệu công chúa thông thường được ban cho các Hoàng nữ[1], nhưng phân ra nhiều cấp như Huyện công chúa (縣公主; gọi tắt "Huyện chúa"), dưới nữa là Hương công chúa (鄉公主; gọi tắt "Hương chúa"), Đình công chúa (亭公主; gọi tắt "Đình chúa").
- Thời Lưu Tống, con gái của các Vương được phong Huyện chúa, nhưng không được gọi là "Huyện công chúa" như trước nữa, vì thế Huyện chúa thời này trở thành một tước vị độc lập, không còn là một nhánh của hiệu Công chúa[2]. Tuy nhiên, có một trường hợp ngoại lệ năm 465, vương nữ thứ 12 của Vũ Lăng vương (sau là Lưu Tống Hiếu Vũ Đế), bị ban chết, Lưu Tống Minh Đế truy tặng hiệu Huyện công chúa.
- Từ thời nhà Tấn đến thời nhà Đường, con gái của Thân vương được gọi là Huyện chúa[3].
- Thời nhà Tống, danh hiệu huyện chúa được ban cho con gái của Thân vương và Quận vương[4][5]. Đến đời Tống Huy Tông, các Công chúa cải danh hiệu thành [Đế cơ; 帝姬], các Huyện chúa cải thành [Tộc cơ; 族姬].
- Nhà Kim, con gái của Thân vương phong làm Huyện chúa[6].
- Thời nhà Minh, con gái của Quận vương được phong Huyện chúa[7].
- Thời nhà Thanh, phong hiệu Huyện chúa được ban cho con gái của các Quận vương và Thế tử[8].

## Triều Tiên
- Con gái của Thế tử nhà Triều Tiên do thiếp sinh ra được gọi là Huyện chúa.